# Erich Gritzbach
Erich Gritzbach, född 17 juli 1896 i Forst, var en tysk promoverad statsvetare och SS-Oberführer. Han var 1936–1945 chef för Hermann Görings stab. Gritzbach var bland annat chef för de organisatoriska förberedelserna inför olympiska spelen i Berlin 1936.